# ジェイコブ・ウィルソン
ジェイコブ・ウィルソン（Jacob Wilson, 2002年3月30日 - ）は、アメリカ合衆国カリフォルニア州サウザンドオークス出身の野球選手（遊撃手）。右投右打。MLBのアスレチックス所属。
父は元プロ野球選手のジャック・ウィルソン。

## 経歴

### プロ入り前
グランド・キャニオン大学に進学し、2022年には59試合に出場して打率.358、12本塁打、65打点を記録した。
2023年には父のジャックがチームのコーチに就任した。

### プロ入りとアスレチックス時代
2023年のMLBドラフト1巡目（全体6位）でオークランド・アスレチックスから指名され入団。契約金は550万ドル。
2024年にA+級ランシング・ラグナッツでプロデビュー。88打数で打率.318を記録した。その後、AA級のミッドランド・ロックハウンズでも88打数で打率.455、3本塁打と結果を残し、最終的にAAA級のラスベガス・アビエイターズにまでスピード昇格を果たした。
2024年7月19日、メジャーリーグに初昇格した。28試合に出場し、打率.250、3打点を記録した。

## 詳細情報

### 年度別打撃成績
| 年 度    | 球 団    | 試 合 | 打 席 | 打 数 | 得 点 | 安 打 | 二 塁 打 | 三 塁 打 | 本 塁 打 | 塁 打 | 打 点 | 盗 塁 | 盗 塁 死 | 犠 打 | 犠 飛 | 四 球 | 敬 遠 | 死 球 | 三 振 | 併 殺 打 | 打 率 | 出 塁 率 | 長 打 率 | O P S |
| -------- | -------- | ----- | ----- | ----- | ----- | ----- | -------- | -------- | -------- | ----- | ----- | ----- | -------- | ----- | ----- | ----- | ----- | ----- | ----- | -------- | ----- | -------- | -------- | ----- |
| 2024     | OAK      | 28    | 103   | 92    | 11    | 23    | 2        | 2        | 0        | 29    | 3     | 0     | 0        | 1     | 1     | 8     | 0     | 1     | 10    | 4        | .250  | .314     | .315     | .629  |
| MLB：1年 | MLB：1年 | 28    | 103   | 92    | 11    | 23    | 2        | 2        | 0        | 29    | 3     | 0     | 0        | 1     | 1     | 8     | 0     | 1     | 10    | 4        | .250  | .314     | .315     | .629  |

- 2024年度シーズン終了時

### 年度別守備成績
| 年 度 | 球 団 | 遊撃（SS） | 遊撃（SS） | 遊撃（SS） | 遊撃（SS） | 遊撃（SS） | 遊撃（SS） |
| 年 度 | 球 団 | 試 合      | 刺 殺      | 補 殺      | 失 策      | 併 殺      | 守 備 率   |
| ----- | ----- | ---------- | ---------- | ---------- | ---------- | ---------- | ---------- |
| 2024  | OAK   | 27         | 32         | 69         | 0          | 16         | 1.000      |
| MLB   | MLB   | 27         | 32         | 69         | 0          | 16         | 1.000      |

- 2024年度シーズン終了時

### 記録
- MLBオールスターゲーム選出：1回（2025年）

### 背番号
- 5（2024年 - ）